# Arete Invest
ARETE INVEST investiční fond s proměnným základním kapitálem, a.s. je česká investiční společnost s variabilním kapitálem (SICAV), zaměřená na investice do dokončených a již pronajatých komerčních nemovitostí, které generují pravidelné výnosy formou nájemného: výrobní a logistické parky a obchodní centra nebo administrativní budovy, jejichž stavba již byla dokončena a která má stabilní strukturu nájemců, které lze hodnotit. Fond funguje v oblasti České republiky a Slovenska.

## Historie

### 2014
Fond byl založen v červnu 2014, o dva měsíce později získal licenci od České národní banky. Následovalo založení dvou podfondů (ARETE INVEST CEE v prosinci 2014 a ARETE INVEST CEE II v březnu 2016), které investovaly do bytových a průmyslových nemovitostí v Česku a na Slovensku. V roce 2019 se fond ARETE INVEST CEE II se umístil na prvním místě v oficiálním žebříčku Hospodářských novin mezi fondy kvalifikovaných investorů v ČR s nejvyšší průměrnou výnosností za poslední tři roky ve výši 30 % p.a.[zdroj?]

## Portfolio

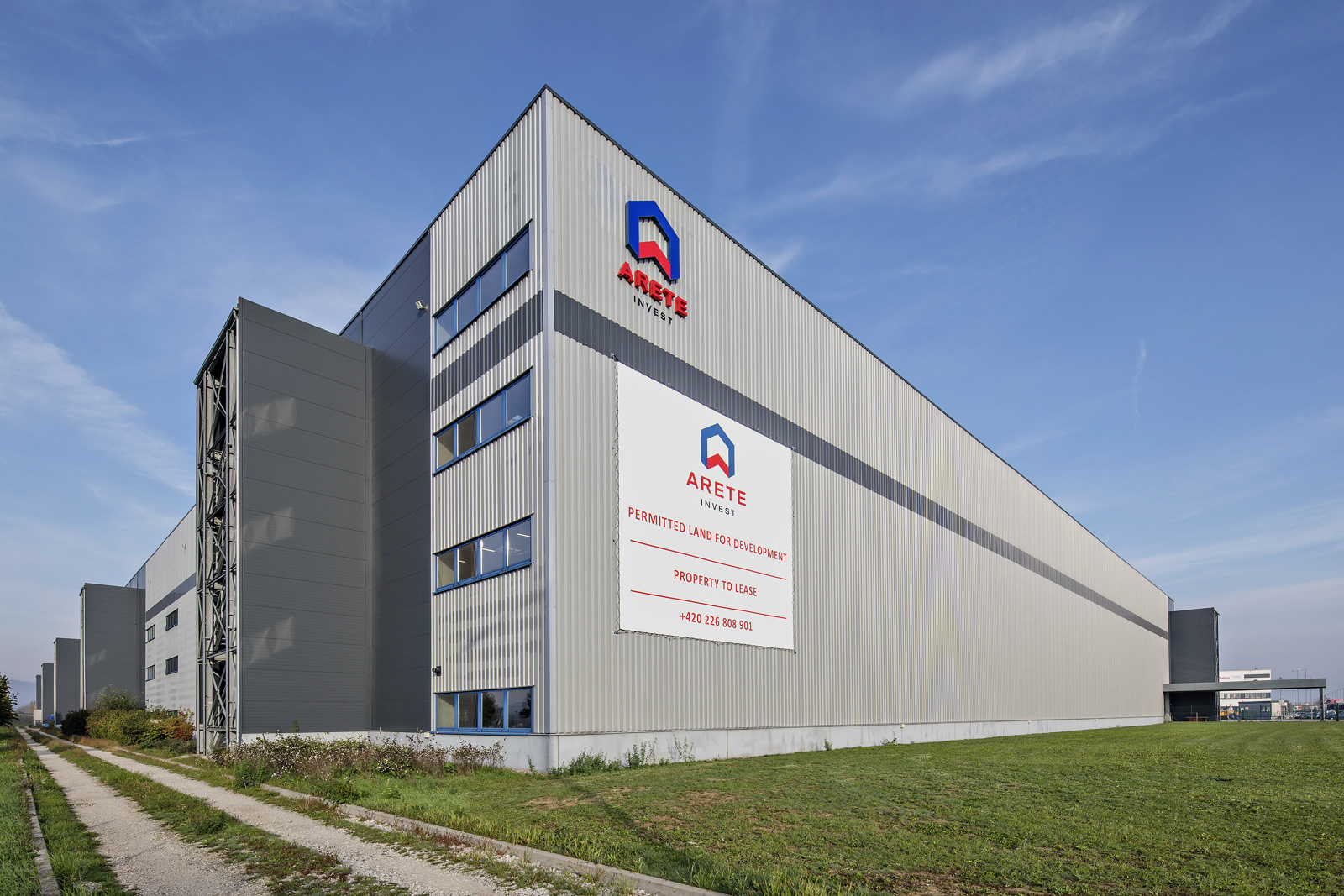
Nové Mesto nad Váhom, Slovensko

- Lovosice I. a Lovosice II. (výrobní logistika, pronajímatelná plocha: 2800 m² a 17 300 m²)
- Uherské Hradiště (výroba, pronajímatelná plocha: 8400 m²)
- Písek I. a Písek II. (výrobní logistika, pronajímatelná plocha: 4200 m² a 2500 m²)
- Nové Mesto nad Váhom I., Nové Mesto nad Váhom II. (logistika a logistika s přidanou hodnotou, pronajímatelná plocha: 15 000 m² a 25 000 m²), Nové Mesto nad Váhom III. (pronajímatelná plocha 17 767 m²)
- Žilina (výroba, pronajímatelná plocha: 5000 m²)
- Vyškov (výroba, pronajímatelná plocha: 11650 m²)
- Veľká Ida (výroba, pronajímatelná plocha: 11 759 m²)